# Volvo
Volvo (від лат. volvo — кочусь, катаюсь, їду) — також Volvo Group (швед. Aktiebolaget Volvo, AB Volvo), Акціонерне товариство Вольво — шведський концерн зі штаб-квартирою у місті Гетеборг.

## Історія
Окрім всесвітньо відомих легкових та вантажних автомобілів і автобусів, концерн виробляє тягачі, причепи, трактори, будівельні машини і обладнання; корабельні і човнові мотори, двигуни, механізми та пристрої для авіаційної і космічної галузі; здійснює фінансовий сервіс.
Станом на 2016, компанія була другим за розміром виробником важких вантажівок. З 1935 року входить до лістингу Стокгольмської фондової біржі, а в період з 1985 по 2007 рік входила до індексу NASDAQ.
У Швеції у квітні 2018-го компанія Volvo створила електробус, який зможе заряджатись на кожній зупинці. З червня 2018-го ці електробуси повинні курсувати містом Ґетеборґ, а серійне виробництво цього транспорту заплановано на 2019 рік. Окрім того, Volvo створила власний концепт електровантажівки, яка також почне серійно вироблятись 2019-го.
15 листопада 2021 року, стало відомо що шість компаній-виробників автомобілів підписали декларацію про те, що вони до 2040 року відмовляться від випуску автомобілів із бензиновими двигунами. Серед підписантів була й Volvo.
У лютому 2022 року, після повномасштабного вторгнення РФ до України, компанія зупинила виробництво у РФ, а у жовтні оголосила про плани повністю продати весь свій місцевий бізнес.
У вересні 2023 року російська влада конфіскувала завод Volvo на території Росії, передавши їх неназваному російському "інвестору".

## Компанії, що входять в Volvo Group
- Volvo Trucks
- Mack Trucks
- UD Trucks (колишня Nissan Diesel)
- Renault Trucks
- Dongfeng Commercial Vehicles (частка 45 %)
- Volvo Buses
- Volvo Construction Equipment
- Volvo Penta
- Volvo Aero
- Volvo Financial Services
- SDLG (частка 70 %)

У 1999 році концерн Volvo продав свій легковий підрозділ Volvo Cars компанії Ford за 6,45 млрд доларів.
У 2010 власником «Volvo Car Corporation» стала Zhejiang Geely Holding Group Co.

## Основні виробники автомобілів і автобусів марки «Volvo»

### У Швеції
- Швеція Volvo Car Corporation. Штаб-квартира розташована у м. Гетеборг. Заводи у:
  - Гетеборг;
  - Кальмар, лен Кальмар;
  - Турсланда, лен Вестра-Йоталанд;
  - Шевде, лен Вестра-Йоталанд (двигуни);
  - Флубю, лен Вестра-Йоталанд (складові частини);
  - Улофстрем, лен Блекінге (складові кузовів)
- Швеція Volvo Truck Corporation. Штаб-квартира розташована у м. Гетеборг. Заводи у:
  - м. Гетеборг (район Туві);
  - м. Умео, лен Вестерботтен
  - м. Чепінг, лен Вестманланд (складові трансмісій для Volvo Powertrain)
  - м. Ліндесберг, лен Еребру (мости Meritor)
- Швеція AB Volvo Bus Corp. Штаб-квартира розташована у м. Гетеборг. Заводи у:
  - Гетеборг;
  - Сеффле, лен Вермланд

### За кордоном
- США Volvo Road Machinery (військові причепи, мобільні компресори). Штаб-квартира та основні виробничі потужності розташовані у м. Моксвіль, штат Північна Кароліна
- США Volvo Road Machinery (причепи). Штаб-квартира та основні виробничі потужності розташовані у м. Шіппенсбурґ, штат Пенсільванія
- США Volvo Trucks North America. Штаб-квартира розташована у м. Дублін, штат Вірджинія. Заводи у:
  - м. Дублін, штат Вірджинія;
  - м. Ґрінсборо, штат Північна Кароліна;
  - м. Хейґестаун, штат Меріленд (проектування та виробництво двигунів, трансмісій, систем відбирання потужності тощо)
- Канада Volvo Canada Ltd. Штаб-квартира та основні виробничі потужності розташовані у м. Галіфакс, провінція Нова Шотландія
- Канада Prevost a div of Volvo Group Canada Inc. Штаб-квартира та основні виробничі потужності розташовані у с. Сен-Клер, пров. Квебек
- Мексика Volvo Buses de Mexico SA de CV. Штаб-квартира та основні виробничі потужності розташовані у м. Мехіко.
- Бразилія Volvo do Brasil Veiculos Ltda. Штаб-квартира та основні виробничі потужності розташовані у м. Куритиба, штат Парана
- Бразилія Volvo Equipamentos de Construcao (колісні трактори). Штаб-квартира та основні виробничі потужності розташовані у м. Куритиба, штат Парана
- ПАР Volvo Southern Africa. Штаб-квартира розташована у м. Преторія. Основні виробничі потужності у:
  - м. Дурбан, провінція Наталь;
  - м. Джермістон, провінція Ґаутенг
- КНР Zhejiang Geely-Volvo. Штаб-квартира розташована у м. Ханчжоу, провінція Чжецзян. Основні виробничі потужності у:
  - м Ченду, провінція Сичуань;
  - м Дацін, провінція Хейлунцзян
- Індія Volvo Buses India Private Limited (автобуси). Штаб-квартира та основні виробничі потужності розташовані у м. Бенґалуру, штат Карнатака
- Індія M/s Volvo India Private Limited (вантажівки). Штаб-квартира та основні виробничі потужності розташовані у м. Бенґалуру, штат Карнатака
- Малайзія Volvo Car Malaysia Sdn Bhd. Штаб-квартира та основні виробничі потужності розташовані у м. Мід Веллі Сіті, район Куала-Лумпур
- Малайзія Volvo Malaysia Sdn Bhd (вантажівки). Штаб-квартира та основні виробничі потужності розташовані у м. Шах-Алам, провінція Селангор
- Велика Британія Volvo Bus Ltd (автобуси). Штаб-квартира та основні виробничі потужності розташовані у м. Лейленд, графство Ланкашир
- Велика Британія Volvo Truck & Bus Ltd (автобуси та вантажівки). Штаб-квартира та основні виробничі потужності розташовані у м. Ірвін, обл. Північний Ейршир, Шотландія
- Франція Volvo Road Machinery (причепи). Штаб-квартира та основні виробничі потужності розташовані у м. Трапп
- Іспанія Carrocerias Irizar (автобуси Volvo). Штаб-квартира та основні виробничі потужності розташовані у м. Ормайстегі, пров. Гіпускоа
- Німеччина Volvo Car Germany GmbH. Штаб-квартира та основні виробничі потужності розташовані у м. Кельн
- Росія ZAO Volvo Vostok. Штаб-квартира розташована у м. Москва. Основні виробничі потужності у м. Калуга
- Нідерланди Netherlands Car BV (Volvo). Штаб-квартира та основні виробничі потужності розташовані у м. Гелмонд, пров. Північний Брабант
- Бельгія Volvo Europa NV. Штаб-квартира та основні виробничі потужності розташовані у м. Гент, провінція Східна Фландрія

## Галерея

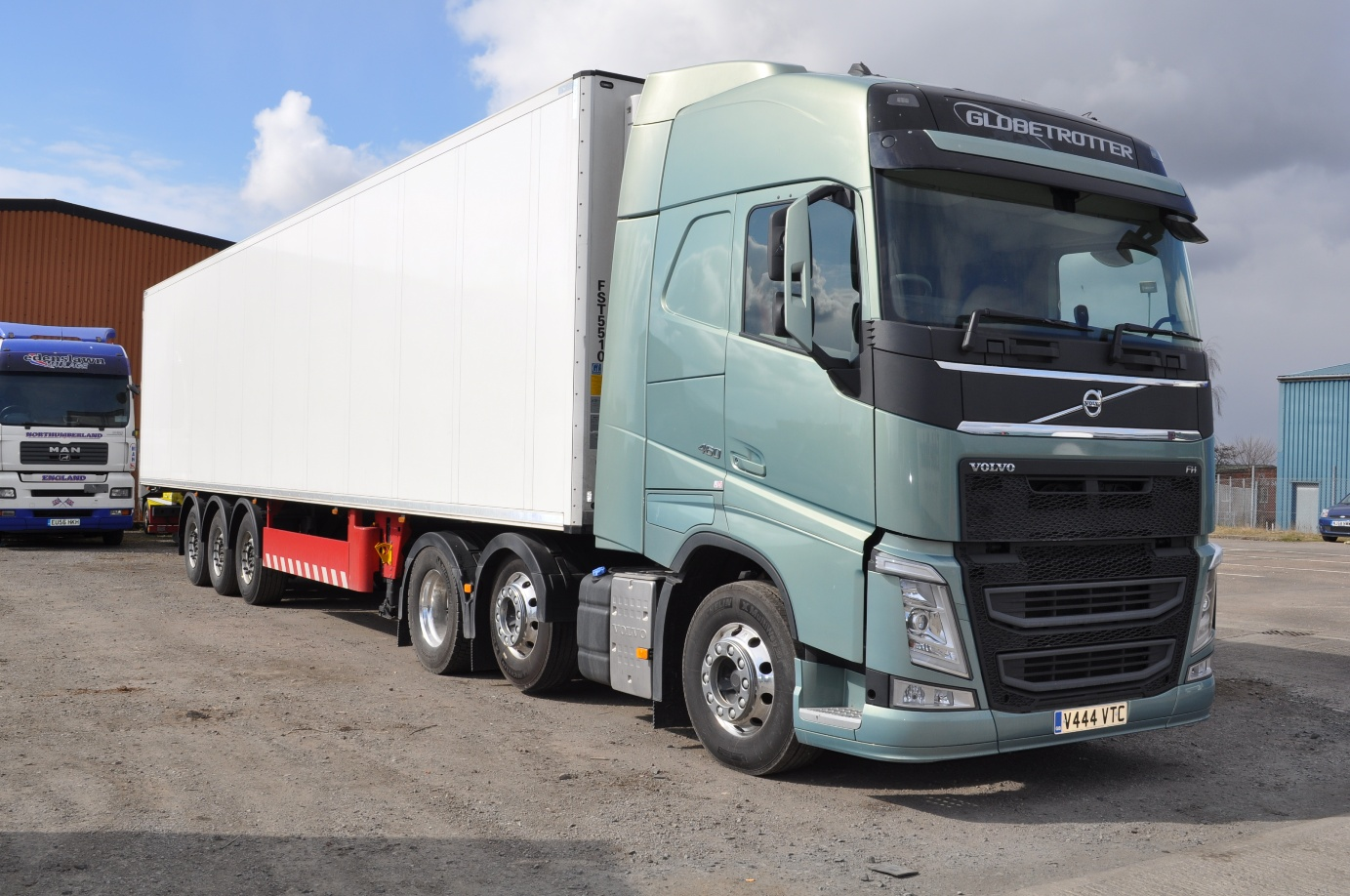
Сідловий тягач Volvo FH 460
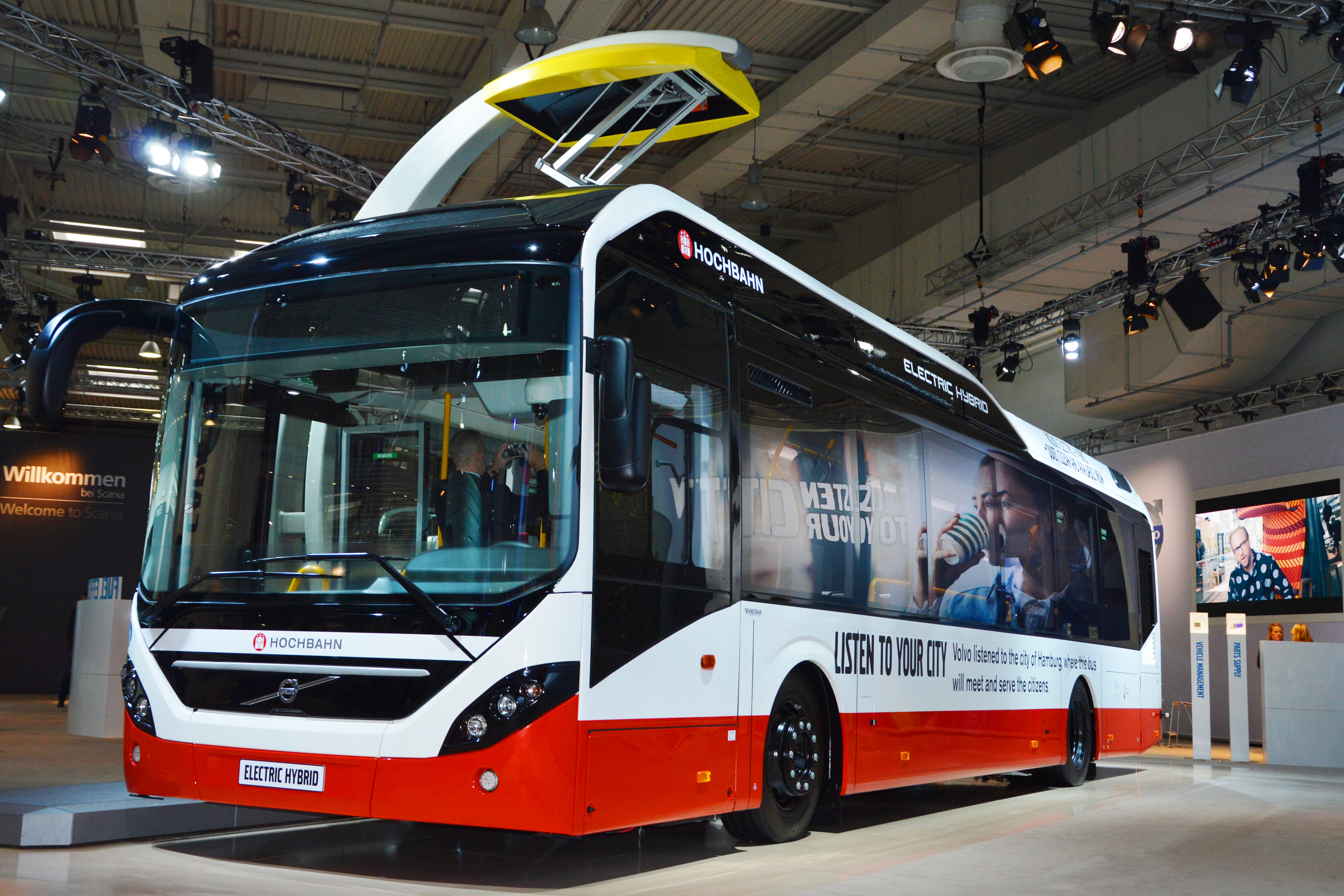
Міський маршрутний автобус Volvo 7900 electric hybrid
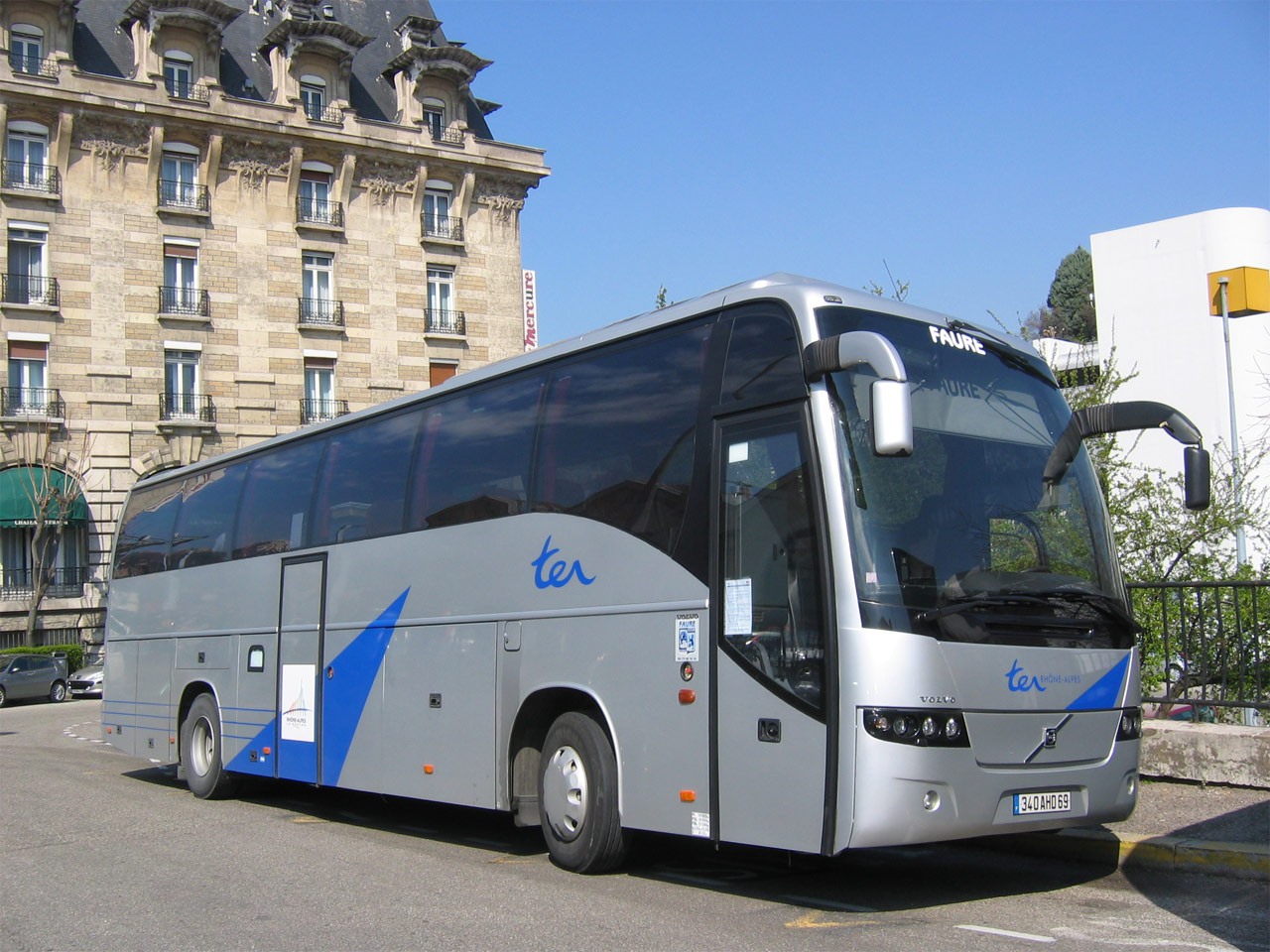
Магістральний автобус Volvo 9700 FR
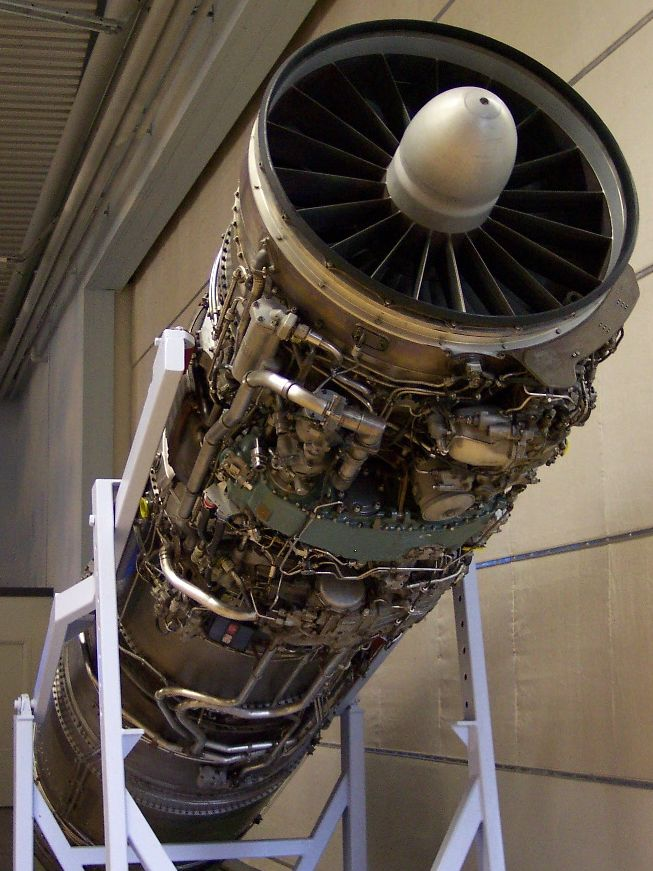
Авіаційний двигун Volvo RM8B
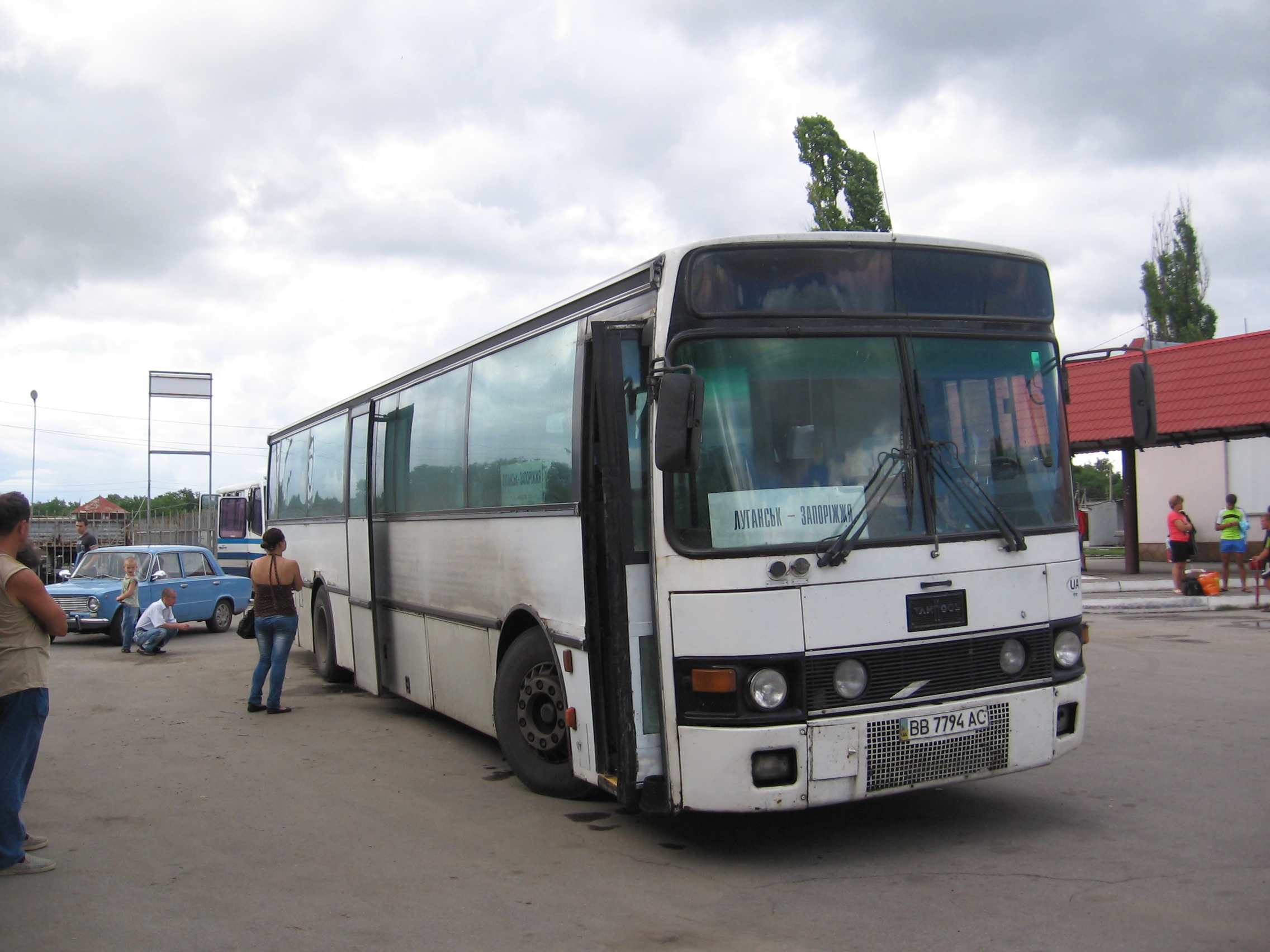
Volvo  на міжміських перевезеннях в Україні